# Bertin Ebwellé
Bertin Ebwellé Ndingué (Yaoundé, 1962. szeptember 11. –) kameruni válogatott labdarúgó.

## Pályafutása

### Klubcsapatban
1985 és 1990 között a Tonnerre Yaoundé csapatában játszott. 1991 és 1992 között az indonéz Putra Samarinda, 1992-ben az Olympic Mvolyé játékosa volt. 1995 és 1996 között a Canon Yaoundé együttesében játszott. 1996-tól 1998-ig az indonéz Putra Samarinda együttesében szerepelt.

### A válogatottban
1987 és 1992 között 47 alkalommal szerepelt a kameruni válogatottban és 3 gólt szerzett. Tagja volt az 1988-ban Afrikai nemzetek kupáját nyerő válogatottak keretének és részt vett az 1990-es világbajnokságon, illetve az 1990-es és az 1992-es és az 1996-os Afrikai nemzetek kupáján. 

## Sikerei, díjai
Canon Yaoundé
- Kameruni bajnok (2): 1987, 1988

Kamerun
- Afrikai nemzetek kupája (1): 1988